# Gürbulak
Gürbulak (Γκιούρμπουλακ in greco, Gurcîbilax in curdo)  è un villaggio dell'est della Turchia, che si trova al confine di Stato con l'Iran. Ha una popolazione di circa 1 473 abitanti e segna il limite della Strada Europea E80.